# Flustrellaria
Flustrellaria is een monotypisch mosdiertjesgeslacht uit de familie van de Calloporidae en de orde Cheilostomatida. De wetenschappelijke naam ervan werd in 1853 voor het eerst geldig gepubliceerd door Alcide d'Orbigny.

## Soort
- Flustrellaria whiteavesi (Norman, 1903)